# Accord d'Escazú
- Pays ayant ratifié
- Pays signataires
- Pays n'ayant ni signé ni ratifié

L'Accord régional sur l'accès à l'information, la participation du public et la justice en matière d'environnement en Amérique latine et dans les Caraïbes, mieux connu sous le nom d'Accord d'Escazú (en espagnol : Acuerdo de Escazú), est un traité international signé par 24 pays d'Amérique latine et des Caraïbes concernant les droits d'accès à l'information sur l'environnement, la participation du public à la prise de décision environnementale, la justice environnementale et un environnement sain et durable pour les générations actuelles et futures. L'accord est ouvert à 33 pays d'Amérique latine et des Caraïbes. Parmi les 24 pays signataires, il est ratifié par 14 d'entre eux : Antigua-et-Barbuda, l'Argentine, la Bolivie, le Chili, la Colombie, l'Équateur, le Guyana, le Mexique, le Nicaragua, le Panama, Saint-Christophe-et-Niévès, Sainte-Lucie, Saint-Vincent-et-les-Grenadines et l'Uruguay.

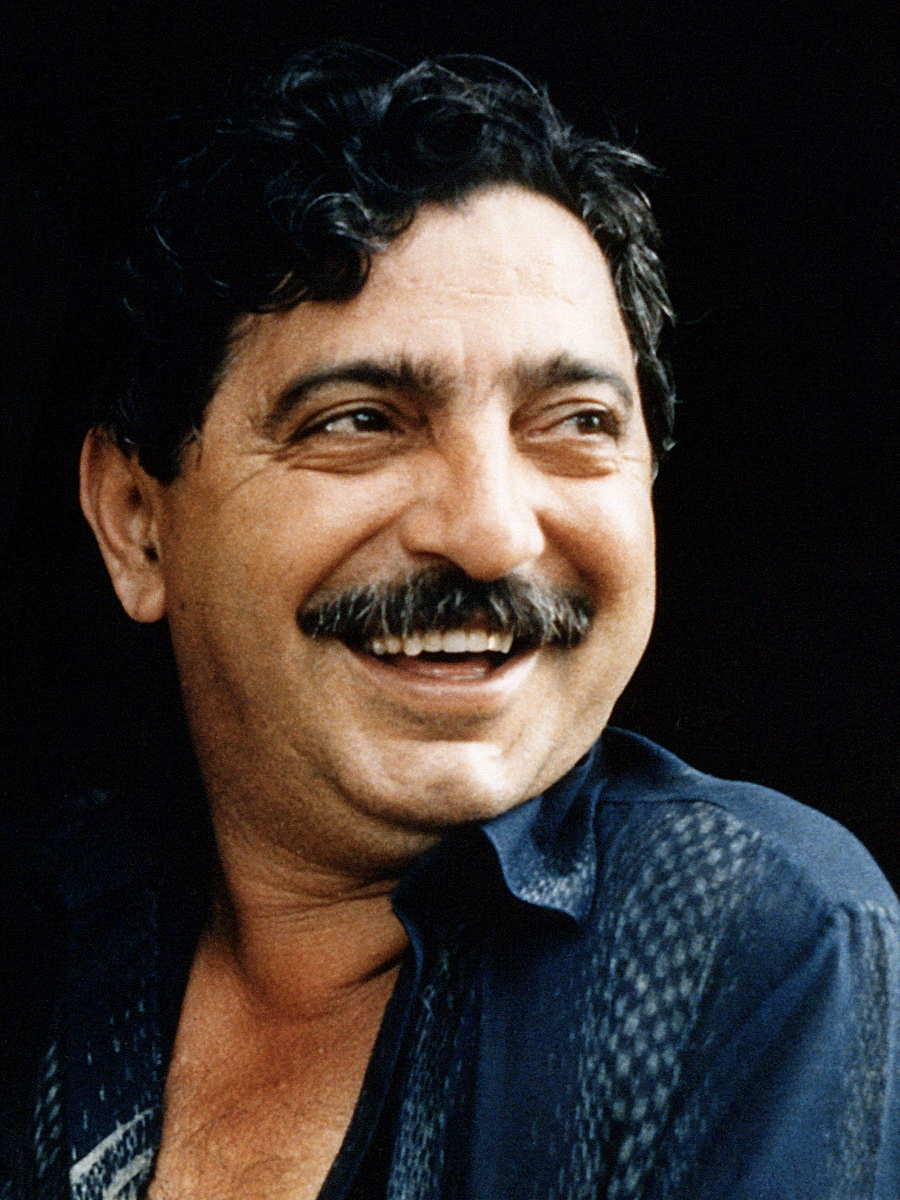
Chico Mendes, en 1988, à son domicile à Xapuri, en Acre, au Brésil avant son meurtre en raison de son activisme environnemental.

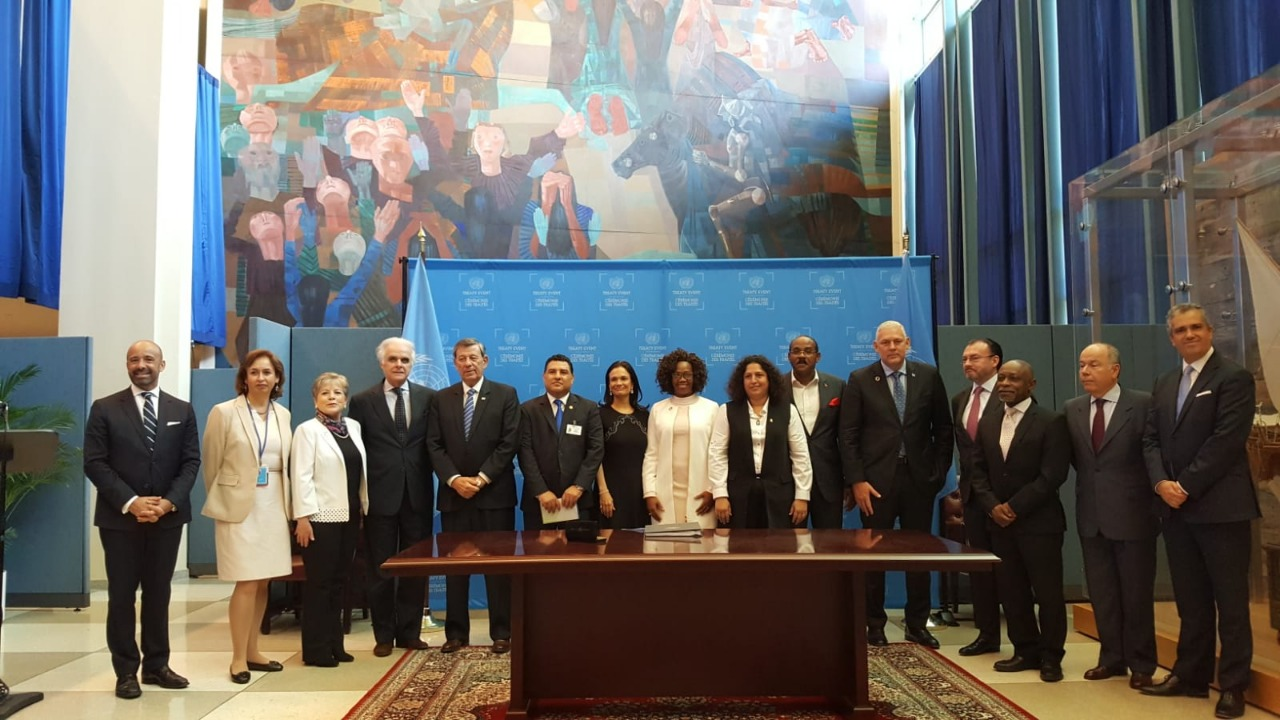
Dans le cadre de l'Assemblée générale des Nations unies, l'accord d'Escazú a été ouvert à la signature le 27 septembre 2018.

## Histoire
L'accord est né à la Conférence des Nations unies sur le développement durable de 2012 et il est le seul traité contraignant à avoir été adopté à la suite de la conférence. Il est rédigé entre 2015 et 2018 et adopté à Escazú au Costa Rica, le 4 mars 2018. L'accord est signé le 27 septembre 2018 et est demeuré ouvert à la signature jusqu'au 26 septembre 2020. Onze ratifications étaient nécessaires pour que l'accord entre en vigueur, ce qui est atteint le 22 janvier 2021 avec l'adhésion du Mexique et de l'Argentine. L'accord entre en vigueur le 22 avril 2021.
L'accord d'Escazú est le premier traité international en Amérique latine et dans les Caraïbes qui concerne l'environnement, et le premier au monde à inclure des dispositions sur les droits des défenseurs de l'environnement. L'accord renforce les liens entre les droits de l'homme et la protection de l'environnement en imposant des exigences aux États membres concernant les droits des défenseurs de l'environnement. Il vise à fournir au public un accès complet aux informations environnementales, à la prise de décision environnementale, à la protection juridique et aux recours en matière d'environnement. Il reconnaît également le droit des générations actuelles et futures à un environnement sain et à un développement durable,.

## Signataires
| Membre                          | Date de signature | Date de ratification |
| ------------------------------- | ----------------- | -------------------- |
| Antigua-et-Barbuda              | 27 septembre 2018 | 4 mars 2020          |
| Argentine                       | 27 septembre 2018 | 22 janvier 2021      |
| Bélize                          | 24 septembre 2020 |                      |
| Bolivie                         | 2 novembre 2018   | 26 septembre 2019    |
| Brésil                          | 27 septembre 2018 |                      |
| Chili                           | 18 mars 2022      | 31 mai 2022          |
| Colombie                        | 11 décembre 2019  | 10 octobre 2022      |
| Costa Rica                      | 27 septembre 2018 |                      |
| République dominicaine          | 27 septembre 2018 | 22 avril 2024        |
| Dominique                       | 26 septembre 2020 |                      |
| Équateur (pays)                 | 27 septembre 2018 | 21 mai 2020          |
| Grenade                         | 26 septembre 2019 | 20 mars 2023         |
| Guatemala                       | 27 septembre 2018 |                      |
| Guyana                          | 27 septembre 2018 | 18 avril 2019        |
| Haïti                           | 27 septembre 2018 |                      |
| Jamaïque                        | 26 septembre 2019 |                      |
| Mexique                         | 27 septembre 2018 | 22 janvier 2021      |
| Nicaragua                       | 27 septembre 2019 | 9 mars 2020          |
| Panama                          | 27 septembre 2018 | 10 mars 2020         |
| Paraguay                        | 28 septembre 2018 |                      |
| Pérou                           | 27 septembre 2018 |                      |
| Saint-Christophe-et-Niévès      | 26 septembre 2019 | 26 septembre 2019    |
| Sainte-Lucie                    | 27 septembre 2018 | 1er décembre 2020    |
| Saint-Vincent-et-les-Grenadines | 12 juillet 2019   | 26 septembre 2019    |
| Uruguay                         | 27 septembre 2018 | 26 septembre 2019    |

### Ratifications
Plusieurs commentateurs ont exprimé des doutes sur le fait que le Brésil ratifiera le traité sous Jair Bolsonaro, dont le gouvernement n'a pas soutenu les mécanismes environnementaux ou des droits de l'homme,. De même, on a craint que la Colombie ne ratifie pas le traité, d'autant plus qu'il se classe parmi les pays de la région où la mort de défenseurs de l'environnement est la plus forte. Cependant, après l'arrivée au pouvoir du président Gustavo Petro, la Chambre des représentants ratifie l'accord le 10 octobre 2022.
Le Costa Rica refuse de ratifier l'accord après l'élection du conservateur Rodrigo Chaves Robles.